# Jeannette Rankin
Jeannette Pickering Rankin (født 11. juni 1880 i Missoula County i Montana, død 18. maj 1973 i Carmel i Californien) var en amerikansk republikansk politiker og medlem af repræsentanternes hus i USA. Hun blev valgt i Montana 1916 og sad fra 1917 til 1919 og valgtes ind igen 1940 og sad fra 1941 til 1943. Hun var det første kvindelige kongresmedlem i USA.
Rankin var pacifist og arbejdede for kvindelig stemmeret. Hun var et af 50 kongresmedlemmer som stemte imod, at USA skulle deltage i 1. verdenskrig. Rankin var tillige det eneste medlem, som stemte imod at erklære krig mod Japan efter angrebet på Pearl Harbor i 1941.